# 시나노노쿠니 (노래)

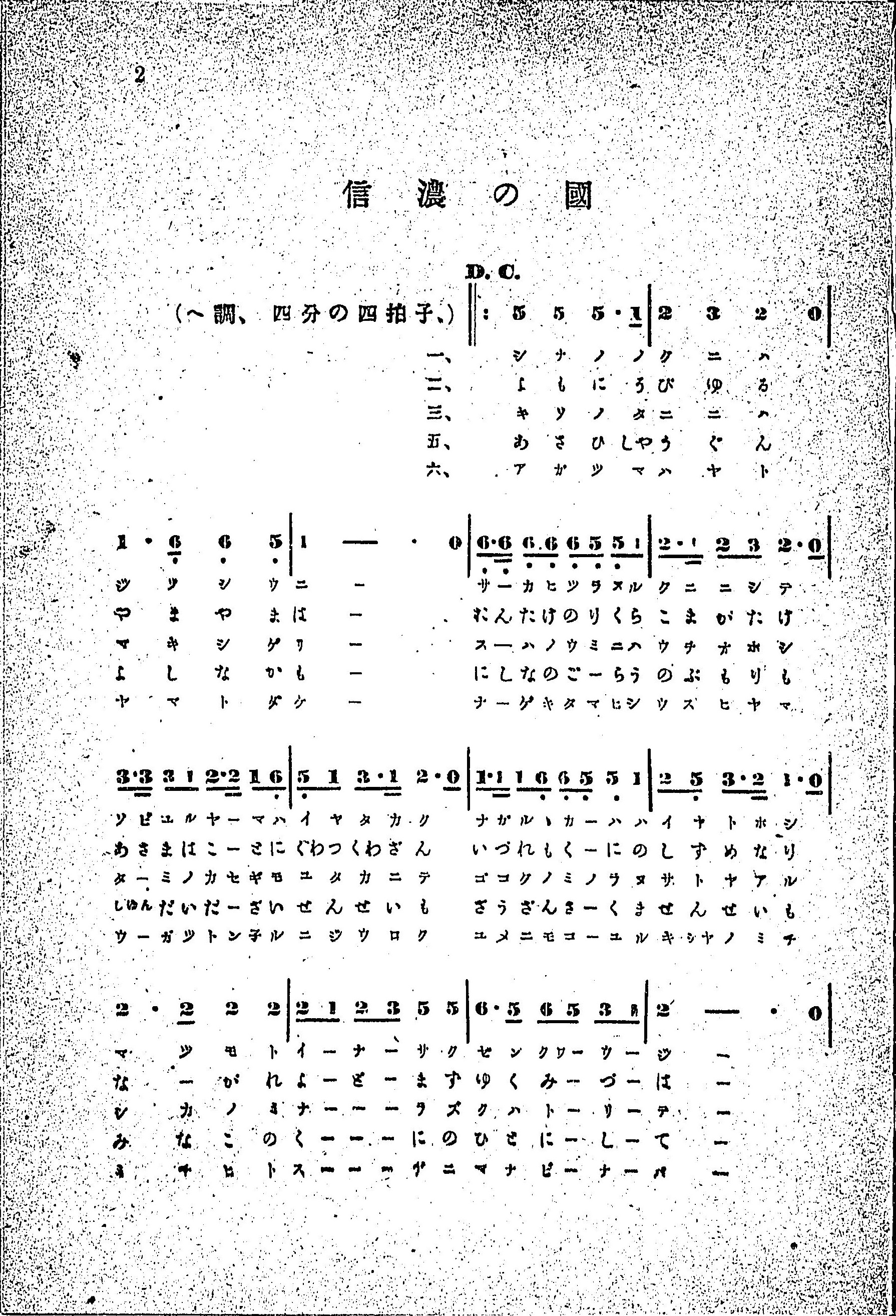

시나노노쿠니(일본어: 信濃の国)는 일본 나가노현의 현가(縣歌)이다.